# MEOX2
MEOX2 (англ. Homeobox protein MOX-2) — ядерный белок, фактор транскрипции. Продукт гена человека MEOX2.

## Функции
Meox2 — Мезодермальный фактор транскрипции, который играет роль в сомитогенезе и необходим в ходе развития склеротома. Активирует экспрессию киназ CDKN1A и CDKN2A в эндотелиальных клетках, действует как регулятор пролиферации сосудистых клеток. При этом CDKN1A активируется этим фактором транскрипции ДНК-зависимым образом, тогда как его активация CDKN2A от ДНК не зависит.
Белок играет роль в миогенезе конечностей позвоночных. Мутации белка ассоциированы с нарушениями развития черепа и скелета. Кроме этого, белок связан с нейрососудистыми нарушениями при болезни Альцгеймера.

## Структура
Белок состоит из 304 аминокислот, молекулярная масса — 33,6 кДа.

## Взаимодействия
MEOX2 взаимодействует с PAX1 и PAX3.